# Ion Albu
Ion Albu (n. 4 octombrie 1920, Căstău, lângă Orăștie,  județul Hunedoara – d. 27 iulie 2012) a fost un profesor și medic primar anatomie patologică și obstetrică-ginecologie.

## Biografie
Ion Albu a urmat cursurile Liceului „Aurel Vlaicu” din Orăștie obținând bacalaureatul în 1939. A studiat apoi medicina între anii 1939-1945 la Facultatea de medicină a Universității „Regele Ferdinand” din Cluj și Sibiu obținând titlul de doctor în medicină și chirurgie în iulie 1945; ulterior a studiat și la Facultatea de Litere și Filosofie din cadrul Universității din Cluj (1946 – 1949).

## Activitate pedagogică
Ion Albu a activat în specialitatea de Anatomie Umană din 1941. Din 1941 și până în 1949 este preparator și apoi asistent universitar la Catedra de Anatomie Umană a Facultății de Medicină din Cluj. A studiat cu profesorii Victor Papilian și I. G. Russu. Între 1949 și 1963 devine șef de lucrări la Catedra de Anatomie din cadrul Institutului de Medicină din Timișoara. Din 1963, este transferat la Institutul de Medicină și Farmacie din Cluj și este numit conferențiar prin concurs în 1964. Mai mult, în anul 1969 devine profesor și șeful Catedrei de Anatomie.
A fost membru al Uniunii anatomice din Cluj în perioada 1946-1949, membru al Uniunii Societății Științelor Medicale și a activat în Comitetul Societății de Morfologie din Cluj.
A dus o bogată activitate științifică, fiind autor a numeroase lucrări în domeniul structurii osoase, studiul sistemului nervos vegetativ, studiul unor regiuni herniare, probleme de anatomie comparativă etc.
Ion Albu a fost membru emerit al Academiei de Științe Medicale din România. 

A colaborat la editarea unor cursuri litografiate ale Catedrei de Anatomie din Timișoara și a „Manualului Unic de Anatomie”, realizând prefața mai multor ediții ale tratatelor concepute de mentorul său, prof. Victor Papilian.
A fost profesor consultant în cadrul Catedrei de Anatomie a UMF „Iuliu Hațieganu” Cluj-Napoca.

## Legături externe
- Demostene Șofron (5 decembrie 2012), „In memoriam acad. Ion Albu”, Ziarul Faclia, accesat în 1 decembrie 2013
- Tudor Știrbu (26 august 2004), „"JUPUITUL" LUI BRÂNCUȘI”, Clujeanul, accesat în 1 decembrie 2013[nefuncțională]